# Lars Brock
Lars Kristian Brock (i riksdagen kallad Brock i Mariestad), född 21 maj 1863 i Lund, död 14 maj 1924 i Mariestad, var en svensk borgmästare och riksdagsman.
Brock var borgmästare i Mariestad 1895-1924. Han var ledamot av andra kammaren i Sveriges riksdag 1903-1905, invald i Mariestad, Skövde och Falköpings valkrets.